# Orașul Abisului
Orașul Abisului (2001) (titlu original Chasm City) este un roman science fiction al scriitorului Alastair Reynolds. Cartea face parte din universul Revelation Space și tratează teme ca identitatea, memoria și nemurirea, multe scene fiind centrate în jurul descrierii structurilor fizice și sociale ale orașului din titlu - un element central al universului lui Reynolds. Romanul a fost răsplătit în 2001 cu premiul BSFA.

## Intriga
Expertul în probleme de securitate Tanner Mirabel pleacă de pe planeta Atuul lui Sky în urmărirea lui Argent Reivich, un aristocrat nemuritor care a provocat moartea soției fostului său client. După ce supraviețuiește unui atentat, Tanner ajunge pe orbita planetei Yellowstone, unde află că este infectat cu un virus comun în locurile sale natale. Sub efectul bolii, el retrăiește mental fragmente din viața lui Sky Haussmann, întemeietorul primei colonii de pe planeta Atuul lui Sky - venerat de unii, considerat de alții un monstru. Acțiunea se împarte pe trei fire narative: urmărirea lui Argent Reivich, călătoria flotei cu care Sky a ajuns pe planetă și evenimentele care au dus la moartea soției fostului client al lui Tanner.
Protagonistul ajunge pe Yellowstone, cea mai avansată societate din istoria omenirii, unde află că aceasta a fost afectată de un virus nanotehnologic extraterestru. Epidemia Fuziunii, cum a ajuns să fie cunoscută, a distrus toate tehnologiile intra-corporale ale oamenilor, transformând Inelul Sclipitor într-o imensă Centură Ruginită și Orașul Abisului într-un loc al crimei. Săracii locuitori de la nivelul solului, din Mulci, sunt pradă de vânătoare pentru bogătașii care trăiesc în Coronament. Undeva, în subteran, stă captivă o ființă extraterestră care produce carburantul-viselor, un drog care compensează efectele fatale ale Epidemiei Fuziunii (indusă tot de larva extraterestră). Tanner reușește să se infiltreze în Coronament în urma uneia dintre aceste vânători și cunoaște astfel persoane care-l pot ajuta în demersul său de a-l prinde pe Reivich. Dar, pe măsură ce trece timpul, începe să nu mai fie convins de corectitudinea acțiunii sale și, mai mult, de propria identitate. Amintirile revin tot mai puternic la suprafață și, punându-le cap la cap, protagonistul își dă seama că, în el, se împletesc trei personalități: cea a lui Tanner Mirabel, cea a fostului său client - Cahuella - și cea a lui Sky Haussmann.
În afara acestui lucru, el devine conștient că unele dintre persoanele pe care le-a întâlnit întâmplător în periplul său spre și pe Yellowstone sunt agenți angajați de Reivich pentru a-l elimina. Dar, așa cum nici măcar el nu mai e sigur cine este, nici ceilalți nu sunt convinși de acest lucru. Când află că este urmărit de un extraplanetar care seamănă cu el, Tanner reușește să-și dea seama de realitate. El este, de fapt, Sky Haussmann, care a ales să fie înghețat după sosirea pe Atuul lui Sky. Readus la viață, și-a luat identitatea Cahuella și a încercat să compenseze faptele înfiorătoare pe care le-a comis în trecut, în dorința ca nava lui să ajungă prima la planetă (uciderea membrilor echipajului care stăteau în calea ascensiunii sale, aruncarea în spațiu a cabinelor criogenice ale căror ocupanți au murit - sau, la un moment dat, uciderea deliberată a unor oameni congelați). După atacul lui Reivich, și-a transferat parțial identitatea lui Tanner, pentru a putea părăsi planeta fără a fi depistat.
Finalul romanului îi pune față în față pe Tanner-Cahuella-Sky, Reivich și adevăratul Tanner. În urma confruntării, ultimii doi mor, iar protagonistul rămâne în Orașul Abisului unde încearcă să corecteze nedreptățile survenite în urma Epidemiei Fuziunii.

## Personaje
- Tanner Mirabel - expert în probleme de securitate de pe Atuul lui Sky, plecat spre Yellowstone pentru a răzbuna moartea soției fostului său client, Cahuella
- Sky Haussmann - unul dintre conducătorii flotei care a fost trimisă spre Capătul Călătoriei; este dispus să facă orice pentru poziția sa și pentru a asigura un avantaj navei conduse de el, ceea ce va atrage admirația unora și disprețul altora
- Cahuella - fostul client / patron al lui Tanner, om de afaceri fascinat de hamadriade; la sfârșitul romanului se dovedește că este noua identitate a lui Sky Haussmann
- Gitta - soția lui Cahuella, ucisă din greșeală de Tanner în atacul lansat de Reivich
- Dieterling - prieten al lui Tanner, angajat al lui Cahuella
- Argent Reivich - afacerist a cărui familie este asasinată cu ajutorul armamentului vândut de Cahuela; se răzbună pe acesta și părăsește Atuul lui Sky
- Titus Haussmann - tatăl adoptiv al lui Sky
- Norquinco și Gomez - experți în informatică, prieteni cu Sky Haussmann, pe care-l ajută să-și ducă la îndeplinire planurile de a conduce flota
- Constanza - prietenă din copilărie a lui Sky, care ulterior va încerca să-l împiedice să-și ducă la îndeplinire planurile odioase
- Clovnul - proiecție virtuală care devine un sfetnic de taină al lui Sky
- Luciosul - delfin ucigaș aflat sub controlul lui Sky
- Sora Amelia - Călugăriță-Cerșetoare care-l ajută pe Tanner să-și revină după un atentat terorist de pe Atuul lui Sky
- Vadim - agent al lui Reivich, care încearcă să-l captureze pe Tanner în timpul călătorie acestuia spre Yellowstone
- Quirrenbach - agent al lui Reivich, care se împrietenește cu Tanner în dorința de a-l lichida
- Dominika - expertă în îndepărtarea implanturilor, care trăiește în cartierul Mulci al Orașului Abisului
- Tom - copil, ajutorul Dominikăi
- Waverly - sabotor din Coronament infiltrat în mijlocul facțiunii care practică Jocul
- Voronoff - bogătaș nemuritor din Coronament dornic să-și trăiască viața în risc maxim, de dragul faimei
- Taryn, supranumită Zebra - fostă agentă a lui Reivich și sabotoare a Jocului Coronamentului, care-l ajută pe Tanner
- Chanterelle Sammartini - vânătoare din Coronament capturată de Tanner, care ajunge ulterior să-l ajute benevol
- Pransky - detectiv angajat de Zebră pentru a-l prinde pe Tanner
- Gideon - larvă captivă în străfundurile Orașului Abisului, care fabrică drogul numit carburantul-viselor

## Opinii critice
Infinity Plus descrie astfel romanul: „multă intrigă, multă inventivitate și mult suspans într-o dozare bine proporționată, ținute laolaltă de o intrigă inteligent structurată și cu un ritm bine ales”. SF Site consideră că romanul are plusuri și minusuri. În prima categorie include ideile „nu neapărat inovatoare, dar foarte bine prezentate”. modul în care leagă cele trei fire narative într-un final care se ridică la înălțimea așteptărilor. În cea de-a doua intră unele scăpări ale intrigii, care se bazează prea mult pe noroc, coincidențe și pe unele reacții neplauzibile ale personajelor. „Per total, e o carte care atrage atenția. Greșelile sunt cele pe care le regăsim în general în SF, mai ales în hard-SF, iar calitățile sunt specifice aceluiași gen de SF”.
Strange Horizons vede o îmbunătățire față de primul roman al lui Reynolds, Revelation Space și afirmă că „fanii științei pure vor fi încântați să afle că legile fizicii nu sunt încălcate aici”. Publishers Weekly compară cartea cu „o combinație între filmul Blade Runner și unul dintre romanele ironice de aventuri ale lui Jack Vance”.
În 2001, romanul a primit premiul BSFA.